# Heorhi Gongadze
Heorhi Ruslánovich Gongadze (en ucraniano: Георгій Русланович Ґонґадзе; en georgiano: გიორგი ღონღაძე; 21 de mayo de 1969 – 17 de septiembre de 2000) fue un periodista ucraniano de origen georgiano secuestrado y asesinado en el año 2000.
Las circunstancias de su muerte se convirtieron en un escándalo nacional y el punto focal de protestas contra el gobierno del entonces presidente Leonid Kuchma. Durante el Escándalo del Casete, se publicaron una cintas de audio en las cuales Kuchma, Volodímir Litvín y otros altos funcionarios del gobierno supuestamente discutían la necesidad de silenciar a Gongadze por sus informes en línea sobre corrupción en altos niveles del estado. El exministro del Interior Yuri Krávchenko murió de dos disparos en la cabeza el 4 de marzo de 2005, justo horas antes de que testificara en el caso. Krávchenko era el superior de los cuatro policías condenados por el asesinato de Gongadze tras la muerte de Krávchenko. La versión oficial de un suicidio fue recibida con dudas por parte de  la prensa.
La viuda de Gongadz, Miroslava Gongadze, y sus dos hijos recibieron asilo político en los Estados Unidos y viven allí desde 2001.
Gongadze recibió el título de Héroe de Ucrania por parte del presidente del país, Víktor Yúshchenko, el 23 de agosto de 2005.

## Biografía y trayectoria

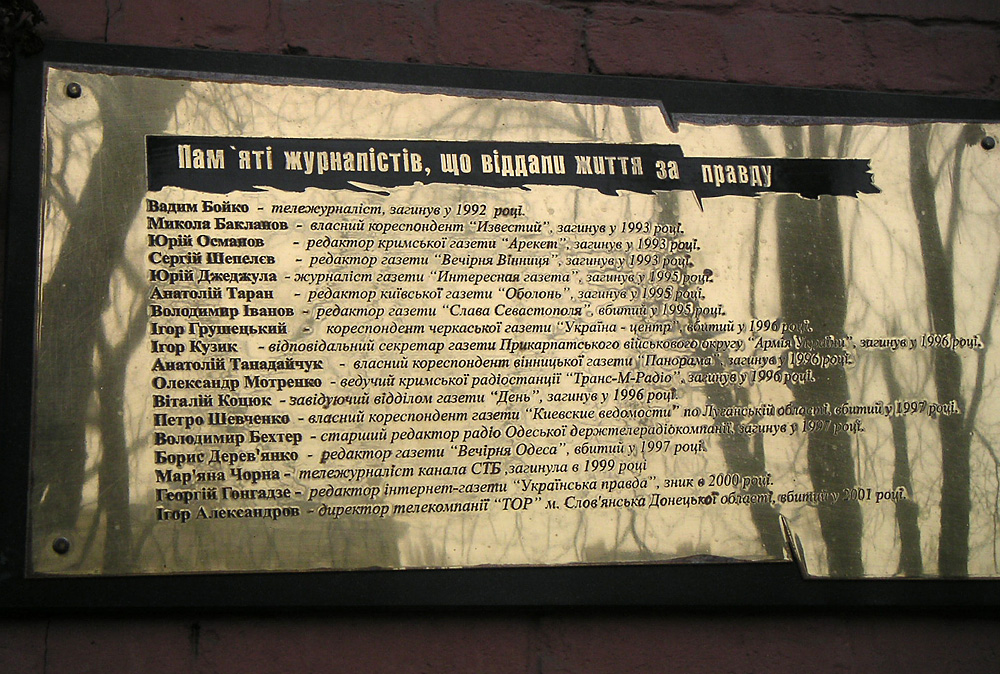
Una placa conmemorativa en Kiev que muestra una lista de periodistas que habían sido asesinados mientras reportaban.

Nacido en Tiflis, capital de la República Socialista Soviética de Georgia de la Unión Soviética, Gongadze era el hijo de un político georgiano y una enfermera. Fue educado en la Universidad Nacional Iván Frankó de Leópolis en el oeste de Ucrania. Su madre Lesia nació allí y vivió en Leópolis hasta su muerte en 2013. Se convirtió en un exitoso periodista, primero en Georgia (en donde informó sobre el conflicto en Abjasia) y luego en Ucrania. Trabajó para la radio de Kieve Kontinent, en la cual tenía su propio programa llamado Primera ronda con Heorhi Gongadze. Su marcada línea independiente pronto atrajo la hostilidad del cada vez más autoritario gobierno de Leonid Kuchma. Durante la elección presidencial de 1999, sus comentarios hicieron que la oficina principal de Kuchma le hiciera una llamada en la que le dijeron que "había sido puesto en la lista negra y se ocuparían de n él después de las elecciones". En una visita a Nueva York en enero del año 2000 con otros periodistas ucranianos, advirtió de "la estrangulación de la libertad de expresión e información en nuestro propio estado".
En abril de 2000, Gongadze cofundó un sitio web de noticias Ukrayinska Pravda (Verdad Ucraniana), con el objetivo de evitar la creciente influencia del gobierno sobre los medios tradicionales. Observó que luego del aplacamiento de un importante periódico opositor luego de las elecciones, "hoy en día prácticamente no existe información objetiva disponible en Ucrania". El sitio web se especializaba en noticias de política y comentario, enfocados principalmente en el presidente Leonid Kuchma, los oligarcas del país y la prensa oficial.
En junio del 2000, Gongadze escribió una carta abierta al fiscal general de Ucrania sobre el hostigamiento por parte del Servicio de Seguridad de Ucrania (SSU), la policía secreta ucraniana, dirigido a él y a sus colegas de Ukrayinska Pravda y aparentemente relacionado con una investigación sobre un caso de asesinato en el puerto de Odesa. Se quejó de que se había visto obligado a ocultarse debido al hostigamiento por parte de la policía secreta, que él y su familia estaban siendo seguidos, que su personal estaba siendo hostigado, y que el SSU estaba esparciendo un rumor de que estaba siendo buscado por asesinato.

## Desaparición e investigaciones
Gongadze desapareció el 16 de septiembre de 2000, cuando nunca regresó a su casa. Desde un principio se sospechó que algo sucio estaba sucediendo. El hecho inmediatamente atrajo la atención del público en general y la prensa. Ocho periodistas firmaron una carta abierta al presidente Kuchma urgiéndolo a investigar y quejándose que "en todos los años de la independencia de Ucrania, ningún crimen de alto perfil en contra de periodistas ha sido resuelto del todo". Kuchma respondió ordenando una investigación de inmediato. No obstante, esto fue visto con escepticismo. El político de la oposición Hryhoriy Omelchenko reportó que la desaparición había coincidido con la recepción por parte de Gongadze de documentos que detallaban actos de corrupción dentro del círculo más cercano al presidente. El parlamento estableció una comisión paralela dirigida por una comisión especial. Ninguna de las investigaciones produjo resultados.

Gongadze trató de actuar como un reportero normal, no trató de ser un héroe. Pero en Ucrania, el ser periodista es algo que requiere valentía.
Serhiy Léschenko, editor de Ukrayinska Pravda (septiembre de 2004).

Dos meses después, el 3 de noviembre de 2000, un cuerpo fue encontrado en el raión de Tarascha del óblast de Kiev a unos 70 kilómetros afuera de Kiev. El cuerpo había sido decapitado y empapado en dioxina, aparentemente para hacer su identificación más difícil; las investigaciones forénsicas determinaron que el baño de dioxina y la decapitación habían ocurrido mientras la víctima aún se encontraba con vida. El periódico ucraniano de edición y habla rusa, Segodnia ("Hoy") reportó que Gongadze había sido raptado por policías y le habían disparado accidentalmente en la cabeza mientras estaba sentado en un vehículo, lo que obligó a decapitarlo (para evitar que la bala sea recuperada y conectada a armas de la policía). Su cuerpo había sido bañado en gasolina pero no llegó a quemar, y luego había sido desechado. Un grupo de periodistas identificaron inicialmente al cuerpo como el de Gongadze, un descubrimiento que fue confirmado semanas después por su esposa Miroslava. Extrañamente, la policía confiscó el cuerpo y luego reapareció en una morgue en Kiev. Las autoridades no aceptaron oficialmente que el cuerpo era el de Gongadze hasta el siguiente febrero y no lo confirmaron en forma definitiva hasta marzo de 2003. El cuerpo finalmente fue identificado y devuelto a la familia de Gongadze para ser sepultado dos años después de su desaparición. No obstante, el funeral nunca se llevó a cabo. Para junio de 2006, la madre de Gongadze rehusaba aceptar los restos ofrecidos ya que no eran los de su hijo.
El 28 de noviembre de 2000, el político de la oposición Oleksandr Moroz publicó una grabación secreta que él dice implicaba al Presidente Kuchma en el asesinato de Gongadze. Se dice que las grabaciones incluían conversaciones entre Kuchma, el jefe del estado mayor presidencial Volodímir Litvín, y el ministro del Interior Yuri Krávchenko, y se dice que fueron proveídas por un oficial anónimo de la SBU (más adelante identificado como Mikola Melnichenko, el guardaespaldas de Kuchma). Las conversaciones incluían comentarios en los que expresaban su molestia con las publicaciones de Gongadze al igual que discusiones sobre cómo callarlo que incluían la deportación y planear su secuestro para que luego sea llevado a Chechenia. No obstante, el matarlo no fue mencionado y quedó en duda la autenticidad de las grabaciones, ya que la calidad de estas era mala. Moroz le dijo al parlamento ucraniano que "la desaparición organizada profesionalmente, una investigación demasiado lenta, la falta de los elementos más esenciales para una investigación y los comentarios incoherentes por parte de policías sugieren que el caso es una farsa".
Tres exfuncionarios del departamento de vigilancia externa y la unidad de investigaciones criminales del Ministerio del Interior de Ucrania (Valeri Kostenko, Mikola Protásov y Oleksandr Popóvich) acusados de este crimen fueron arrestados en marzo de 2005 y un cuarto (Oleksi Púkach, el exjefe de la unidad) en julio de 2009. Una corte en Ucrania sentenció a Protásov a 13 años de cárcel y Kostenko y Popóvich a 12 años en marzo de 2008 (el juicio había comenzado en enero de 2006) por el asesinato. La familia de Gongadze considera que el juicio no logró llevar a la justicia a los cabecillas detrás del crimen. Aún nadie ha sido acusado con dar la orden para el asesinato de Gongadze.
En septiembre de 2001, la agencia de investigación estadounidense Kroll Inc., contratada por el Partido Laborista Ucraniano, había llevado a cabo una investigación de seis meses y concluyó en que el en ese entonces presidente Leonid Kuchma no había tenido nada que ver con el asesinato de Gongadze.
El asunto se convirtió en un escándalo político de proporciones (conocido en Ucrania como el Escándalo del Casete o Tapegate). Kuchma negó categóricamente las acusaciones en su contra y amenazó con una demanda por desacato, acusando de las grabaciones a agentes extranjeros. Más adelante aceptó que la voz en las grabaciones era al final de cuentas la suya, pero que había sido editada en forma selectiva para distorsionar su significado.
En noviembre de 2005, luego de recibir quejas por parte de la viuda de Gongadze, la Corte Europea de Derechos Humanos concluyó que Ucrania había violado el derecho a la vida, el derecho a un recurso inmediato y la prohibición al tratamiento degradante.

## Arrestos y juicios

### Arresto y juicio de tres ex-polícias y muerte de Krávchenko
El 1 de marzo de 2005, Yúshchenko anunció que los sospechosos de la muerte del periodista habían sido arrestados. El fiscal general Svyatoslav Piskún anunció al día siguiente que el caso había sido resuelto, diciendo a la televisión ucraniana que Gongadze había sido estrangulado por empleados del Ministerio del Interior. Dos de los supuestos asesinos eran policías veteranos que habían estado trabajadno para el directorado de investigaciones criminales del Ministerio del Interior (DIC). El exministro del interior, Yuri Krávchenko, uno de los que fueron grabados con Leonid Kuchma en el Escándalo del Casete, también se dijo estaba siendo investigado. Los dos coroneles de la policía acusados del asesinato habían sido detenidos y un tercer policía, identificado como comandante del DIC Oleksi Púkach, estaba siendo buscado con una orden de arresto internacional.
El 4 de marzo, Yuri Krávchenko fue encontrado muerto en una dacha en el área residencial exclusiva de Koncha-Zaspa, en las afueras de Kiev. Había muerto de lo que parecían ser heridas de bala autoinfligidas, aunque algunos especularon de que podría haber sido asesinado para evitar que sea testigo en el caso. Hryhory Omélchenko, quien dirigía el comité parlamentario que investigó el caso de Gongadze, dijo al  New York Times que Krávchenko había ordenado a Púkach que rapte a Gongadze bajo órdenes del Presidente Kuchma. El mismo Kuchma ha negado esta acusación pero no ha sido investigado por los investigadores. Krávchenko dejó una supuesta nota de suicidio: "Mis amigos, no soy culpable de nada. Perdónenme, ya que soy una víctima de las intrigas políticas del Presidente Kuchma y su séquito. Me voy con una conciencia clara y tranquila, adiós".
En abril/mayo de 2005, Piskún reveló más detalles de la investigación en curso. Dijo a la prensa que luego de que Gongadze fuera asesinado, un segundo grupo lo desenterró y lo volvió a enterrar en donde finalmente fue encontrado, en el distrito del líder del Partido Socialista Oleksandr Moroz. Según Piskún, el objetivo de esto era el de quitar importancia al gobierno (liderado por Víktor Yúshchenko cuando aún era primer ministro). El segundo grupo fue parte de o aliado con el Partido Social Demócrata Unido de Ucrania (PSDU), una agrupación pro-oligarquía que había sido afectado duramente por la campaña de Yúshchenko contra la corrupción y por lo tanto quería ver caer al gobierno. Según la publicación Ukrayina moloda (14 de abril de 2005), el PSDU movió a Gongadze para desacreditar al Presidente Leonid Kuchma y obligar a que se lleven a cabo elecciones adelantadas, lo que hubiese hecho que el líder del partido, Víktor Medvedchuk, sucediera a Kuchma en el cargo. 
El juicio en contra de tres expolicías acusados de asesinar a Heorhi Gongadze comenzó el 9 de enero de 2006. El otro sospechoso principal, el expolicía Oleksi Púkach, se cree que se había escapado al extranjero y por lo tanto fue acusado pero estaba en el juicio. Nadie había sido acusado por ordenar el asesinato. El día en que empezó el juicio la viuda de Gongadze, Miroslava Gongadze, comentó sobre el hecho de que nadie había sido acusado del asesinato: "Se los conoce y deberían ser castigados de igual manera que aquellos que estarán sentados en el estrado hoy".
A mediados de marzo de 2008, los tres expolicías fueron sentenciados a prisión por el asesinato de Gongadze. Mikola Protásov recibió una sentencia de 13 años, mientras que Valeri Kostenko y Oleksandr Popóvich recibieron sentencias de 12 años cada uno. Pero hasta la fecha las investigaciones no han mostrado quien fue el que ordenó el asesinato.

### Arresto y juicio de Oleksi Púkach
El 22 de julio de 2009, Oleksi Púkach, uno de los principales sospechosos, fue arrestado en el óblast de Zhitómir. El exjefe del departamento de investigaciones criminales del Ministerio del Interior había vivido en la casa de Lidia Zagorulko quien les había dicho a sus vecinos que Púkach era el hermano de su fallecido esposo y que era un excapitán naval. Púkach había vivido allí con su segundo nombre verdadero y sus documentos originales. En un principio se había reportado que había implicado a varias figuras políticas importantes en el asesinato y estaba listo para mostrar el lugar en donde la cabeza del periodista estaba oculta, pero su abogado negó esto dos días después de su arresto. Según el abogado, "por el momento" Púkach no tenía intenciones de divulgar esta información a los investigadores. El fiscal general Oleksandr Medvedko rehusó comentar si Púkach había nombrado a quienes habían ordenado el asesinato o no, indicando que se estaba realizando una "investigación secreta".
El 28 de julio de 2009, la prensa ucraniana reportó que los restos del cráneo de Gongadze fueron encontrados cerca de Bila Tserkva, en un lugar especificado por Púkach. Según la Oficina del Fiscal General restos de un cráneo fueron encontrados en el lugar y podían pertenecer a Gongadze.
La viuda de Gongadze, Miroslava Gongadze, solicitó el reemplazo del vice fiscal general Mikola Holomsha y el investigador Oleksandr Járchenko, debido a su falta de profesionalismo y porque no pudieron resistir la presión política y la especulación alrededor del caso, pero fue rechazada el 30 de julio de 2009. Una solicitud por parte de Gongadze para reemplazar el abogado de Púkach también fue denegada el 28 de octubre de 2009.
El 20 de noviembre de 2009, la madre de Gongadze dio su consentimiento para el examen de los fragmentos del cráneo encontrado a finales de julio de 2009 bajo la condición de que pueda tomar fragmentos del cráneo para realizar un examen privado del ADN que pensaba realizar en un laboratorio extranjero luego de la elección presidencial ucraniana de 2010. En septiembre de 2010 dijo que en su opinión, los fragmentos de cráneo encontrados en 2009 no tenían nada que ver con su hijo.
El 3 de diciembre de 2009, el arresto de Púkach fue extendido por dos meses más.
El 6 de diciembre de 2009, Mikola Melnichenko acusó a Volodímir Litvín de ordenar el asesinato de Gongadze en el año 2000. Melnichenko no ofreció ningún tipo de pruebas para respaldar su acusación. Un portavoz de Litvín restó importancia a la acusación diciendo que era parte de la campaña presidencial.
La Fiscalía de Ucrania tenía planeado concluir la investigación del caso de Oleksi Púkach para finales del verano de 2010.
El fiscal general de Ucrania, Oleksandr Medvedko, dijo el 17 de junio de 2010 que los fragmentos de cráneo encontrados cerca de Bila Tserkva en julio de 2009 eran los de Gongadze.
El 14 de septiembre de 2010, la Fiscalía General de Ucrania emitió una declaración indicando que los fiscales habían concluido que el exministro del Interior, Yuri Krávchenko, había ordenado a Púkach a que lleve a cabo el asesinato, y afirmó que Púkach había confesado el crimen. Según la viuda de Gongadze, Miroslava Gongadze, "Krávchenko no tenía razones para este tipo acción", ella cree que varias personas fueron las que ordenaron el asesinato del periodista. Según la madre de Heorhi Gongadze, Lesia, la declaración fue un intento por parte de la Fiscalía para justificarse después de no haber hecho nada al respecto. El 16 de septiembre de 2010, el presidente del Parlamento de Ucrania, Volodímir Litvín, dijo que la investigación del asesinato de Gongadze confirmaba su inocencia en este crimen.
El juicio de Púkach, sobre las acusaciones de que ahorcó y decapitó a Gongadze, comenzaron el 7 de julio de 2011. No fue abierto al público.
El 30 de agosto de 2011, Púkach declaró que quien ordenó el asesinato fue el expresidente de Ucrania, Leonid Kuchma. Durante el juicio, también alegó que el director de la Administración Presidencial de Kuchma, Volodímir Litvín (en el momento del juicio el presidente del Parlamento y miembro del mismo) también había ordenado el asesinato de Gongadze.
En diciembre de 2011, la Corte de Distrito de Pechersk rehusó aceptar el testimonio como testigo de Mikola Melnychenko ya que no había sido autorizado para recopilar evidencia por un crimen mientras registraba grabaciones en un gabinete del Presidente de Ucrania.
El 29 de enero de 2013, Púkach fue sentenciado a cadena perpetua por la Corte de Distrito de Pechresk en Kiev. La corte también despojó a Oleksi Púkach de su rango de "General de la Militsiya". La corte determinó que Púkach había asesinado al periodista bajo las órdenes del (ex) ministro del Interior Yuri Krávchenko, quien estaba buscando un ascenso en su carrera.
El 9 de julio de 2014, la viuda de Gongadze retiró su apelación en contra de la sentencia de Púkach; debido a que (según su abogada Vanetyna Telychenko) "si el Tribunal de Apelaciones acepta nuestro recurso, entonces se verá obligado inmediatamente a dejar en libertad a Púkach. Creemos que Púkach es un asesino y merece su sentencia." Telichenko acusó al ex vice fiscal general de Ucrania Renat Kuzmín de "especular con el caso de Gongadze"  que, según ella, llevó a sobrepasar el tiempo de detención de Púkach durante la investigación preliminar".

### Cargos contra Leonid Kuchma
La Fiscalía General de Ucrania canceló su resolución de rechazar abrir casos criminales contra el expresidente ucraniano Leonid Kuchma y otros políticos involucrados en el caso Gongadze el 9 de octubre de 2010.
El 24 de marzo de 2011, los fiscales ucranianos acusaron a Kuchma de participar en el asesinato. La decisión causó una reacción variada entre el público. La ex primera ministra y líder de la principal fuerza política de la oposición, Yulia Timoshenko, alegó que el arresto de Kuchma no era más que una maniobra de relaciones públicas para distraer al público de sus problemas económicos y darle un impulso a la en ese entonces pobre imagen del Presidente Víktor Yanukóvich. Otra teoría era que Yanukóvich estaba motivado por su deseo de venganza contra Kuchma, quien en varias ocasiones había humillado a Yanukóvich y había rehusado utilizar la fuerza para reprimir la Revolución Naranja en 2004. Analistas políticos sugirieron que la "muestra de justicia" por parte de Yanukóvich también podía tener como objetivo ganar credibilidad con Occidente, desde donde ha sido criticado por usurpar el poder y debilitar la democracia.
Una corte distrital ucraniana ordenó a los fiscales el abandonar los cargos presentados en contra de Kuchma el 14 de diciembre de 2011 basándose en que la evidencia que lo conectaba al asesinato de Gongadze era insuficiente. La corte rechazó las grabaciones de Melnichenko como evidencia. La viuda de Gongadze, Miroslava Gongadze apeló en contra de esta decisión una semana después.
El primer vice fiscal general de Ucrania, Renat Kuzmín, indicó el 20 de febrero de 2013 que su oficina había recolectado evidencia suficiente que confirmaba la responsabilidad de Kuchma en el asesinato de Gongadze. La respuesta de Kuchma al día siguiente fue: "Este es otro banal ejemplo de una provocación, la cual he escuchado muchas veces en los últimos doce años".

### Investigación de revisión en 2014
El 9 de julio de 2014, el fiscal general de Ucrania, Vitali Yarema, indicó que la fiscalía volvería a visitar las investigaciones a casos de alto perfil "que habían sido descartadas ilegalmente", incluyendo los casos relacionados con el asesinato de Gongadze.

## Memoriales
En junio de 2005, la Calle Industriálnaya de Kiev fue renombrada como Calle Heorhi Gongadze. En agosto de 2008, se erigió un monumento en un parque en la Calle Chervonoarmiyska en honor al periodista y a todos los periodistas que habían muerto por sus actividades profesionales, pero la madre de Gongadze, Lesia Gongadze, se opuso al monumento hasta que se complete la investigación. Repitió su deseo de "quitar el monumento a Gongadze" luego de una reunión con él en ese entonces presidente de Ucrania Víktor Yanukóvich el 22 de junio de 2010, además de mostrar su disgusto con las "campañas de RRPP" que realizan las "fuerzas políticas" en relación con el caso del asesinato de Gongadze.
Un detalle de respeto por el trabajo y la valentía de Gongadze puede ser encontrado en la novela para jóvenes adultos "Fair Game: The Steps of Odessa" (Spire Publishing, 2008, ISBN 1-897312-72-5) de James Watson. El libro está dedicado a Guiya Gongadze, pero el tema, el de un periodista perseguido y el impacto de sus revelaciones sobre corrupción en el gobierno en relación con su hija futbolista, Natasha, y su hijo Lonya, tiene importantes similitudes con la muerte del mismo Gongadze.
El 16 de septiembre de 2010, se llevaron a cabo ceremonias en Kiev y Leópolis que marcaron el décimo aniversario de la desaparición de Gongadze.

## Desambiguación sobre la ortografía de su nombre
Es importante observar que la pronunciación y en algunos casos la ortografía del nombre de Gongadze varía según la fonética de diferentes idiomas que se aplique. El nombre georgiano original, pronunciado  Georgi Gongadze en georgiano, se convirtió en Георгій Гонгадзе (Heorhi Honhadze) y en ocasiones Георгій o Ґія Ґонґадзе (Heorhi o Guiya Gongadze) en ucraniano, y Георгий Гонгадзе (Gueorgui Gongadze) en ruso. Los funcionarios ucranianos se refieren a él como Heorhi Honhadze, pronunciando su nombre según es pronunciada la letra Г (H) en ucraniano, pero no como se pronuncia la letra Ґ (G). Esta pronunciación también es utilizada en el dialecto común del sur de Rusia.
Luego de una reforma lingüística reciente, los ucranianos han recuperado la letra Ґ como G, una letra que había sido prohibida en la época de la Unión Soviética. La letra Ґ, la cual hoy es utilizada como G y simplemente llamada "Ghe" en ucranino, fue reintroducida luego de la independencia de Ucrania, en lugar de la letra Г (utilizada como G y llamada "Ghe" en ruso, pero hoy en día llamada "He" y utilizada como H en ucraniano). Había sido prohibida por la reforma lingüística soviética de 1933 por ser "no-ucraniana" (posiblemente porque la letra ucraniana seguía más de cerca el modelo de la letra Gamma del alfabeto griego, al no adoptar la forma de más distintiva de la letra rusa "Ghe" utilizada en estilos cursivos e itálicos).
Es por esto que Gongadze es la forma correcta de escribir el nombre ucraniano (Ґонґадзе).

## Filmografía
Como director
- 1993 Tini viyny del Centro de Cultura Georgiana[56]